# Coelogyne triplicatula
Coelogyne triplicatula é uma espécie de orquídea epífita, família Orchidaceae, originária do Myanmar.